# Paul Bernier (homme politique)
Pour les articles homonymes, voir Paul Bernier et Bernier.
Paul Bernier est un homme politique français né le 10 juillet 1866 à Ligueil (Indre-et-Loire) et décédé le 20 août 1957 à Mouzay (Indre-et-Loire)

## Mandats et fonctions
- Député radical d'Indre-et-Loire de 1919 à 1940

- Sous-secrétaire d'État à l'Air du 3 juin 1932 au 31 janvier 1933 dans les gouvernements Édouard Herriot (3) et Joseph Paul-Boncour
- Ministre des Postes, Télégraphes et Téléphones du 30 janvier au 9 février 1934 dans le gouvernement Édouard Daladier (2)

## Sources
- « Paul Bernier (homme politique) », dans le Dictionnaire des parlementaires français (1889-1940), sous la direction de Jean Jolly, PUF, 1960 [détail de l’édition]